# Knud Børge Overgaard
Knud Børge Overgaard (Viby, 21 marzo 1918 – Hjørring, 20 ottobre 1985) è stato un calciatore danese, di ruolo difensore.

## Carriera

### Club
Ha sempre giocato nel campionato danese.

### Nazionale
Giocò per la Nazionale danese, scendendo in campo 8 volte e vincendo la medaglia di bronzo ai Giochi della XIV Olimpiade del 1948.